# جيم روز
جيم روز (بالإنجليزية: Jim Rose)‏ هو صحفي رياضي أمريكي، ولد في 5 يوليو 1953 في إديسون ‏ في الولايات المتحدة.